# Дитрих Луф I (Клеве)
Дитрих Луф I фон Клеве (на немски: Dietrich Luf I von Kleve; Grote Luf, * ок. 1228, † между 7 април и 20 юли 1277) е de iure uxoris граф на Саарбрюкен от 1252 до 1259 г.
Той е вторият син на Дитрих IV/VI от Клеве († 1260) и втората му съпруга Хедвиг от Майсен († 1249), дъщеря на маркграф Дитрих от Майсен от род Ветини. По-големият му брат Дитрих V/VII наследява графството Клеве след смъртта на баща им.
Дитрих Луф се жени през 1252 г. за Лаурета фон Саарбрюкен († след 13 ноември 1270) от род Валрамиди, дъщерята-наследничка на граф Симон III от Саарбрюкен († 1235/1240) и на Лаурета от Лотарингия, дъщеря на херцог Фридрих II от Лотарингия († 1213) и на Агнес от Бар († 1226). Тя е вдовица на граф de iure uxoris Готфрид II от Апремонт († януари 1250 по време на шестия кръстоносен поход при превземането на Дамиета). Те имат вер. една дъщеря:
- Рихардис († сл. 1326), омъжена 1285 г. за Герлах II (III) фон Долендорф († пр. 1325) господар на Долендорф и Кроненбург и има едно дете.

Дитрих Луф се опитва да получи Графство Саарбрюкен, но не успява и се връща обратно в Графство Клеве. До 1259 г. той носи обаче титлата „граф на Саарбрюкен“. С втората си съпруга Елизабет († пр. 2 февруари 1275, или някоя неизвестна конкубина) Дитрих Луф има един син, вер. и дъщеря му Рихардис († сл. 1326):
- Дитрих фон Клеве (* пр. 1257; † 1275/1277), женен за Беатрикс фон Рингенберг; няма деца

През 1255 г. старият граф Дитрих IV разделя управлението между двамата му още живи синове. Големият му син Дитрих V получава главната територия на Клеве, a Дитрих Луф получава крайните територии с важния град Везел. Вероятно той построява замък Краненбург, който е споменат за пръв път през 1270 г. Дитрих Луф има множество разправии и от около 1270 г. има конфликт с брат си († 1275).
Той умира между 7 април и 20 юли 1277 г.